# Gibraltar City Hall
La Gibraltar City Hall o Casa Consistoriale di Gibilterra, è un edificio della città di Gibilterra, anticamente centro del governo della città, situato in centro città ad ovest della piazza John Mackintosh. Oggi è l'ufficio del sindaco di Gibilterra.

## Storia
Originalmente, l'edificio era una villa costruita nel 1819 da Aarón Cardozo, un ricco commerciante di origini luso-sefarditi, e, in quell'epoca, era l'edificio residenziale privato più grande della città di Gibilterra. Con un'altezza di tre piani, la casa era l'edificio più alto della piazza John Mackintosh.
È stata costruita nel luogo dove si trovava l'antico ospedale e la cappella della Santa Misericordia, posteriormente usata come prigione cittadina. Non essendo protestante, Cardozo non aveva il permesso di possedere proprietà nel territorio di Gibilterra, malgrado ciò, grazie alla sua amicizia con Horatio Nelson, riuscì ad ottenere il permesso di costruire la sua residenza in città a patto che questa potesse essere considerata come parte ornamentale della stessa.
Posteriormente alla morte di Cardozo, nel 1834, la villa fu convertita nel Club House Hotel. Più avanti, nel 1874, l'edificio fu comprato da Pablo Antonio Larios, un commerciante e banchiere nato a Gibilterra e membro della famiglia Larios di Malaga. In questo periodo l'edificio fu ristrutturato completamente. Nel 1922 la villa fu comprata dalle Autorità coloniali di Gibilterra, che volevano convertirlo nella sede delle poste cittadini, ma, alla fine, fu utilizzato come sede del recentemente creato "Comune di Gibilterra".
L'edificio è stato posteriormente ampliato con un piano aggiuntivo e una nuova ala nella facciata nord, modificando in questo modo la simmetria originale della struttura.